# Olympische Winterspiele 2010/Teilnehmer (Türkei)
| Gelbes Symbol für Goldmedaillen mit stilisierten Olympischen Ringen | Graues Symbol für Silbermedaillen mit stilisierten Olympischen Ringen | Braundes Symbol für Bronzemedaillen mit stilisierten Olympischen Ringen |
| ------------------------------------------------------------------- | --------------------------------------------------------------------- | ----------------------------------------------------------------------- |
| —                                                                   | —                                                                     | —                                                                       |

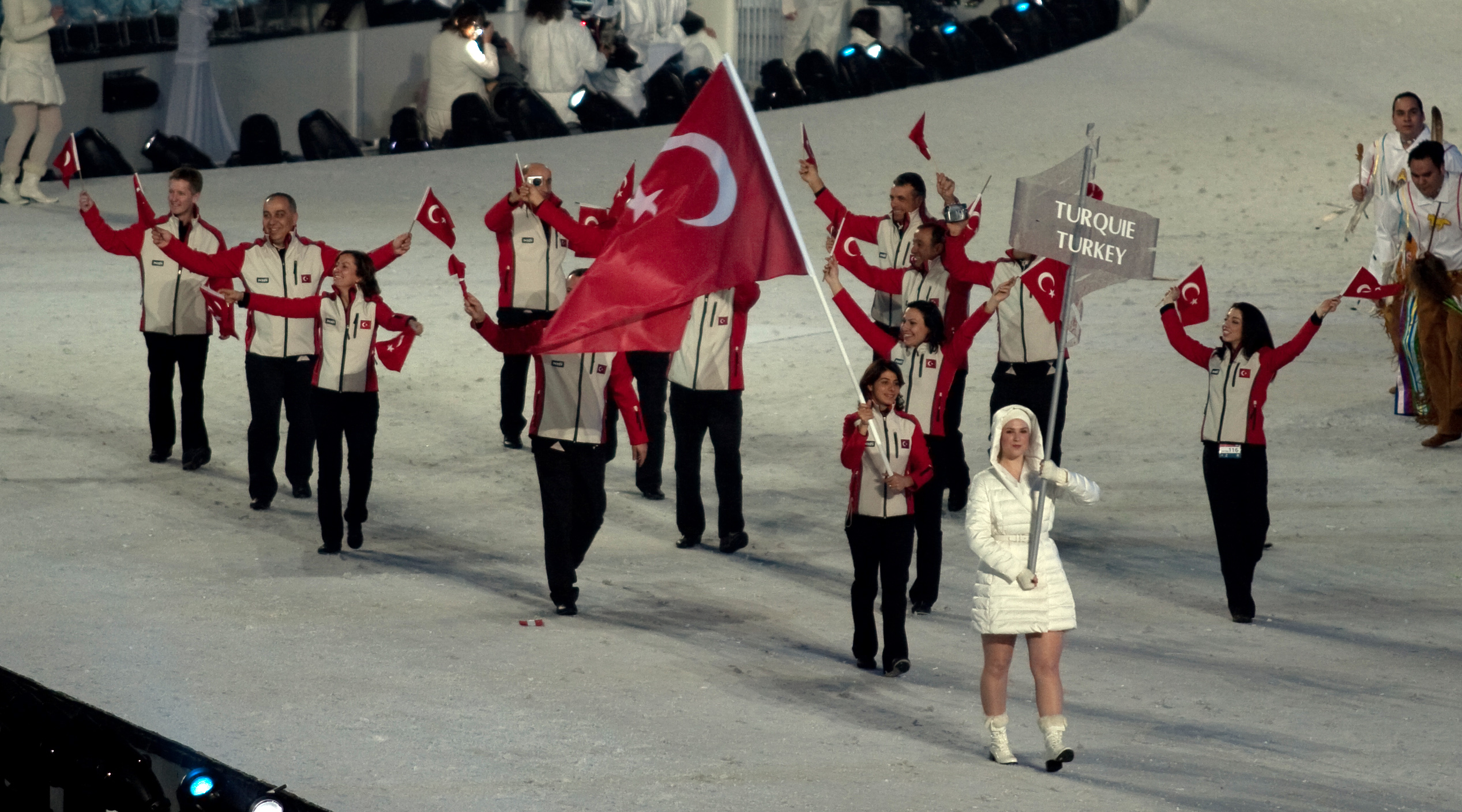
Einmarsch der türkischen Delegation

Die Türkei nahm an den Olympischen Winterspielen 2010 im kanadischen Vancouver mit fünf Sportlern in drei Sportarten teil.

## Teilnehmer nach Sportarten

### Eiskunstlauf
Frauen
- Tuğba Karademir 24. Platz, 129,54 Punkte (Kurzprogramm: 50,74 Punkte / 21. Platz; Kür: 78,80 Punkte / 24. Platz)

### Ski Alpin
Männer
- Erdinç Türksever
Riesenslalom: im 1. Lauf ausgeschieden
Slalom: 51. Platz

Frauen
- Tuğba Dasdemir
Riesenslalom: 56. Platz
Slalom: im 1. Lauf ausgeschieden

### Skilanglauf
Männer
- Sabahattin Oğlago

Frauen
- Kelime Aydın Çetinkaya